# Liste der Biografien/Silf
Liste der Biografien |
Portal Biografien |
Personensuche
# |
A |
B |
C |
D |
E |
F |
G |
H |
I |
J |
K |
L |
M |
N |
O |
P |
Q |
R |
S |
T |
U |
V |
W |
X |
Y |
Z |
?
 
Sa |
Sb |
Sc |
Sd |
Se |
Sf |
Sg |
Sh |
Si |
Sj |
Sk |
Sl |
Sm |
Sn |
So |
Sp |
Sq |
Sr |
Ss |
St |
Su |
Sv |
Sw |
Sy |
Sz
 
Sia |
Sib |
Sic |
Sid |
Sie |
Sif |
Sig |
Sih |
Sii |
Sij |
Sik |
Sil |
Sim |
Sin |
Sio |
Sip |
Siq |
Sir |
Sis |
Sit |
Siu |
Siv |
Siw |
Six |
Siy |
Siz
 
Vorlage:Liste der Biografien/Sil
Die Liste der Biografien führt alle Personen auf, die in der deutschsprachigen Wikipedia einen Artikel haben. Dieses ist eine Teilliste mit 11 Einträgen von Personen, deren Namen mit den Buchstaben „Silf“ beginnt.

## Silf

### Silfh
- Silfhout, Jean-Baptiste van (1902–1956), niederländischer Ruderer

### Silfs
- Šilfs, Jānis (1881–1921), lettischer Kommunist

### Silfv
- Silfvenius, Herbert (* 1931), finnischer Physiologe und Neurochirurg
- Silfver, Erik (* 1990), schwedischer Skilangläufer
- Silfverberg, Jakob (* 1990), schwedischer Eishockeyspieler
- Silfverhielm, Göran (1681–1737), schwedischer Feldmarschall
- Silfverschiöld, Désirée (* 1938), schwedische PrinzessinDésirée Silfverschiöld (* 1938)

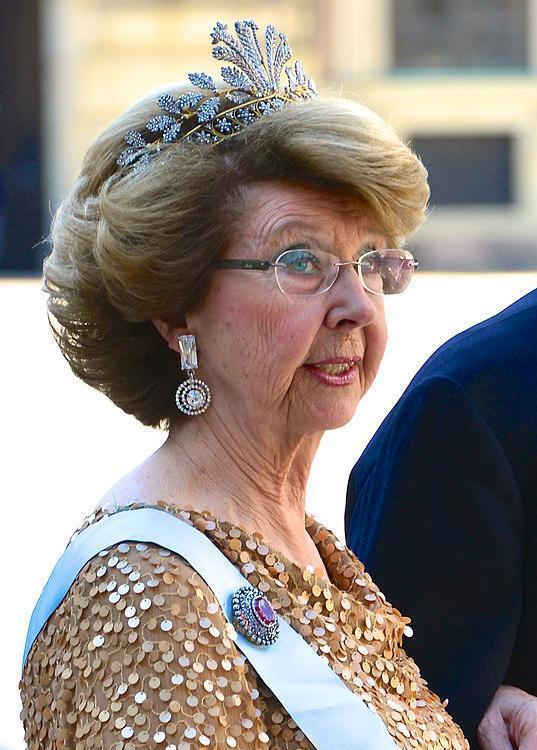
Désirée Silfverschiöld (* 1938)

- Silfverskiöld, Nils (1888–1957), schwedischer Turner
- Silfverstolpe, Gunnar Mascoll (1893–1942), schwedischer Dichter
- Silfverstolpe, Lennart (1888–1969), schwedischer Tennisspieler
- Silfverstrand, Carl (1885–1975), schwedischer Turner und Leichtathlet